# Seuthopolis

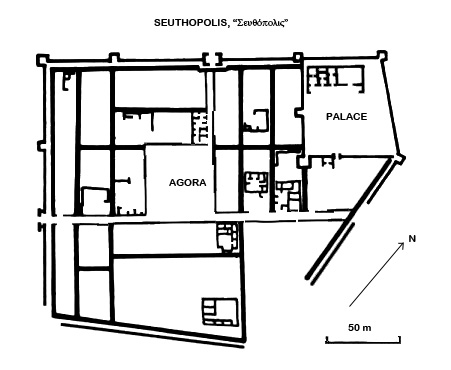
Stadsplan van Seuthopolis

Seuthopolis (Oudgrieks: Σευθόπολις) was een hellenistische stad en de hoofdstad van het Odrysisch koninkrijk. De stad werd tussen 325-315 v.Chr. gesticht door de Thracische koning Seuthes III.